# 赤嶺旋風
赤嶺旋風（あかみねせんぷう）は、1947年の暮れに当時の中日ドラゴンズの球団代表であった赤嶺昌志が辞任した際11人の選手を連れて球団を去った事をきっかけに、1952年まで続いた戦後間もなくから2リーグ制移行後初期の日本プロ野球を代表する事件である。

## 赤嶺による中日の球団運営
中日ドラゴンズは1936年に名古屋軍（商号・大日本野球連盟名古屋協会）として創立しているが、1937年からは親会社新愛知新聞社のライバルであった名古屋新聞社が興した名古屋金鯱軍の創立に参画していた赤嶺昌志を呼び球団経営にあたらせた。その際赤嶺はチーム編成にもかかわり、ほかの球団が鼻にもかけなかった東都大学野球連盟に着目しそこから新人選手を発掘したり、阪急軍と門司鉄道局の野球部の選手引き抜き合戦をして大量の選手を獲得したりと手腕を発揮した。
1942年にいわゆる戦時中の新聞統制令により、親会社の新愛知新聞社と（赤嶺がかつて所属していた）名古屋新聞社が合併して中部日本新聞社が成立。この際、新聞社によるプロ野球球団の直接経営が禁じられたことから、新愛知創業家の中部日本新聞社長・大島一郎が個人的に行った資金援助を頼りに暫くは赤嶺独力で球団を切り盛りした。1944年には、理研工業（旧理化学研究所を母体とする「理研コンツェルン」の一企業）に選手を預けチーム名を産業軍に変更、何とかチームの維持を図った。
大島オーナーの個人的資金援助で赤嶺が球団の運営を一手に引き受ける形は戦後も続くが、戦後プロ野球再開時の連盟登録申請の際、赤嶺が「中部日本」と書いたことを根拠として、中部日本新聞社が球団経営に介入を強めて行く。新聞社側は名古屋軍設立当時に新愛知社外から会長に迎え入れていた弁護士の大野正直との間で1946年に取り交わした新法人（商号・中部日本野球倶楽部）に対する「球団委任契約書」の存在を理由として球団に対する諸権限が新聞社に帰属することを連盟に承認させていたが、まだ新人選手だった杉浦清を選手兼任監督に据えるなど人事にも介入、赤嶺がチームを作りチームの危機を救う防波堤になったのに介入したとあっては選手は納得しなかった。とりわけ主力は赤嶺が直にスカウトした選手ばかりで親同然に慕っていたことから杉浦監督に反目、内紛は日常茶飯事になった。

## 赤嶺代表解任と中日集団退団
中日は中部日本だった1946年に7位で最下位（パシフィックと同率の最下位）、翌1947年には2位でシーズンを終えているが首位の大阪タイガースとは12.5ゲーム差で、優勝争いに絡まなかった。
これを機に本社はシーズンオフの11月1日に赤嶺を球団代表から解任、本社から中村三五郎を招請し球団代表に据える。
内紛の全責任を赤嶺に押し付けた上でチームの再建に着手するはずだったが、赤嶺の後を追って以下の12人の選手とマネージャーの小阪三郎が集団で退団することになった。
- 加藤正二・野口正明・岩本章・古川清蔵・小鶴誠（以上、外野手）
- 藤本英雄・井上嘉弘・松尾幸造（以上、投手）
- 藤原鉄之助・長島甲子男（以上、捕手）
- 三村勲（三塁手）
- 金山次郎（二塁手）

この集団離脱は中日はもとより日本野球連盟に混乱を巻き起こす。

## 大映への加入と赤嶺の永久追放
中日を集団で退団した12人のうち前年東京巨人軍から移籍していた藤本英雄は、この年総監督として復帰した三原脩によって東京巨人軍に呼び戻される。残り11人の選手を連れて行動を共にする事にした赤嶺はプロ野球経営に意欲を燃やす「ラッパ」こと大映社長の永田雅一が興した新球団「大映球団」に8人の選手を預け日本野球連盟に加入しようとした。
しかし連盟は九州で結成記念興行を行ったことを問題とし却下。それでも赤嶺は当時本社東京急行電鉄オーナーの五島慶太が公職追放された影響から経営が不安定になっていた東急フライヤーズと対等合併させ「急映フライヤーズ」として腰を落ち着けさせるが却下される。しかも赤嶺は「球界を混乱に陥れた」のを理由に永久追放処分を受ける。

## 大映の内紛と球界再編による赤嶺復帰・松竹への集団移籍
東急と共同で初のプロ野球経営に参画した大映は1948年のオフ、オーナーに東急の大川博常務が就任したのを機に経営から離れる（このため急映は東急に戻る）。そして大東京軍→ライオン軍→朝日軍の選手で作った球団ゴールドスターを起点とする球団金星スターズに目をつけて買収。大映スターズとし初めて単独のチームを持ち、同時に赤嶺派の選手8人のうち7人が移籍してきた。しかし「ラッパは嫌だ!」「赤嶺の息のかかっているものとプレーするのは嫌だ!」と拒否反応を示す選手も少なくなく、内藤幸三・坪内道則・西沢道夫など退団者が続出する。
そして1949年のオフに将来の懸案であった二リーグ制移行について議論した際当時の8球団が方法をめぐって対立し、結果喧嘩別れという形で日本野球連盟が解散しセントラル・リーグとパシフィック・リーグに分裂する。この際、セ・リーグは赤嶺を連盟総務として呼び戻した。これはパ・リーグへ参画した大映スターズ内にいた赤嶺派の選手を引き抜くためであり、これが功を奏し赤嶺派の選手9人はセ・リーグに参画した松竹ロビンスに移籍することになった。

## 松竹の合併と広島への移籍失敗
赤嶺派9人の加入により松竹ロビンスはセ・リーグの初代リーグ優勝となるが、シーズン中から真田重蔵と赤嶺派の一人だった小鶴誠の間に不和が生じて内紛が勃発。これが遠因となって小西得郎が監督辞任した1951年以降にチームが弱体化する。結局松竹ロビンスは、1952年に「勝率3割以下のチームに処罰を行う」という開幕前の取り決めへの抵触とオーナー企業の田村駒の経営悪化のために大洋ホエールズと合併し、「大洋松竹ロビンス」となり消滅する。これを機に赤嶺は赤嶺派の選手と共に広島カープへの移籍を画策するが、赤嶺の球団代表就任が中国新聞のスクープで頓挫。結果として選手が移籍しただけで終わり、赤嶺は連盟総務として残ることとなった。
以後赤嶺はプロ野球の規約を和訳するなどルール作りに残りの人生を捧げることとなった。
広島に移籍した選手たちは市民たちに熱烈な歓迎を受け、小鶴に至っては夜汽車で広島駅に到着したにもかかわらず大勢の市民が駅に駆けつけた。この逸話は中沢啓治の『広島カープ誕生物語』にも記されている。

## 赤嶺旋風の影響
赤嶺に主力選手を引き抜かれた中日にとっては、結果として今日の球団の基礎を築く苦い経験となった。
赤嶺派の集団退団により、結果として今までのチームが赤嶺の個人商店であったことに気付かされることになり、中日新聞本社が本格的に球団経営に関与するきっかけとなった。杉浦監督が選手一本で再出発すると技術顧問の天知俊一を監督として招聘。赤嶺派との対立から大映を退団した坪内道典・西沢道夫を入団させ、さらに杉下茂を加入させて土台を固め1950年にはAクラス入り・2位の成果を残す。1951年に名古屋鉄道との共同参画により「名古屋ドラゴンズ」となりさらに監督が坪内道則に交代し杉浦が移籍と一時混乱するが1954年に名古屋鉄道が撤退し旧に復しさらに天知俊一が復帰するとチームがまとまりついに球団史上初の優勝と日本一を手にするものの、こうした中日本社の積極的な関与は時として裏目に出ることも少なくなかった。
1963年に前任の濃人渉監督が常に優勝争いを演じていたのにもかかわらず、中日新聞本社は「東京六大学野球連盟所属の大学出身の人気監督がほしい」という方針を持ち出し、加えて濃人が生え抜き選手を大量に放出した一方で自らアマチュア指導者時代から育成した子飼いの選手を重用したことに対して、地元ファンから批判が強まったことに迎合する形で解任。杉浦が再度専任監督として復帰したものの、濃人に連なる主力の江藤愼一・高木守道などの主力選手が反目。1963年こそ巨人と優勝争いを演じ2位になったものの、翌1964年には開幕戦で躓いてチームが空中分解。杉浦はシーズン途中で休養の後解任され、チームは2リーグ分立後初の最下位に沈んだ。
その一方で、赤嶺一派が最終的に腰を落ち着けた広島カープは、それまで他球団からの寄せ集めや新人選手で低迷していたところに有力な選手が集団で加入してきたことで戦力として充実することになった。以前から在籍していた長谷川良平に加え、新たに入団してきた銭村健三・銭村健四兄弟や光吉勉も加わり、1960年にはBクラス（4位）であるものの球団史上初のシーズン勝ち越しを果たす。だが、チーム全体としては低迷が続き、球団史上初のAクラス入りは1968年（3位）まで・球団史上初のリーグ優勝は1975年まで・球団史上初の日本一は1979年まで待たなければならなかった。
一派が一時期籍を置いていた急映フライヤーズの練習場は多摩川グラウンドだったが、そこに通っていた新田恭一と邂逅したことを切っ掛けに小鶴誠や三村勲が新田の個人的な指導の下にゴルフスイング打法を会得。このため、小鶴や三村は一時期好成績を残したものの、その後は故障を頻発し結果として選手生命を縮めた。
赤嶺とは直接関係無いものの、2リーグ分裂の煽りで主力選手を引き抜かれた阪急ブレーブスの監督であった浜崎真二は、そもそもの引き抜き合戦の切っ掛けを作った「赤嶺昌志を絞首刑にしたい」と発言している。浜崎の発言は新聞に掲載され、これを見た赤嶺は「子供が学校へ行けん」と文句を言っている。
赤嶺旋風の素地となったのは、球団の選手に関する保有権が明白ではなかったことであり、当時は選手の獲得をめぐって二重三重の契約も横行していた。この異常な状況はGHQでも問題になり、1951年6月にモデルとなる統一契約書を作成した上での野球協約が発効され、球団の選手に対する保有権が確立された。これはトレードにまつわるルール作りという点で影響を及ぼした。また、1951年からは第三者による中立機関であるコミッショナー事務局が作られ適正なプロ野球運営が図られるようになった。